# Béla Barsy
Pour les articles homonymes, voir Barsy.
Dans le nom hongrois Barsy Béla, le nom de famille précède le prénom, mais cet article utilise l’ordre habituel en français Béla Barsy, où le prénom précède le nom.
Béla Barsy, né à Rákospalota, un quartier de Budapest (alors en Autriche-Hongrie) le 24 janvier 1906 et mort dans cette ville, en Hongrie, le 30 avril 1968, est un acteur hongrois.

## Filmographie partielle

### Au cinéma
- 1952 : Vihar : Illés Kálmán
- 1953 : A harag napja : Szedlacsek Józsi
- 1954 : Életjel : Ambrus
- 1954 : Simon Menyhért születése : Espersit József
- 1956 : Az eltüsszentett birodalom : arrière-grand-père
- 1956 : Un petit carrousel de fête (Körhinta) de Zoltán Fábri : Pataki István
- 1956 : Hannibál tanár úr : Menyus
- 1957 : Két vallomás
- 1957 : Bakaruhában : Kontra
- 1957 : Csigalépcső : Ilosfay
- 1957 : Dani
- 1958 : Ház a sziklák alatt : le beau-frère
- 1958 : Nyitva a kiskapu
- 1958 : Égi madár : instituteur
- 1958 : La Fleur de fer (Vasvirág) de János Herskó : Gedeon
- 1958 : Micsoda éjszaka!
- 1958 : Csempészek : paysan roumain
- 1958 : Anna (Édes Anna) de Zoltán Fábri : Ficsor
- 1959 : Tegnap
- 1959 : A harminckilences dandár : Papp István
- 1959 : Álmatlan évek : Mihalik
- 1959 : Kard és kocka
- 1959 : Bogáncs : Dodó
- 1959 : Szerelem csütörtök
- 1959 : Szombattól hétfőig : Dózi
- 1959 : Pár lépés a határ : cantonnier
- 1960 : A megfelelő ember : le directeur Somos
- 1960 : Három csillag : éclairagiste
- 1960 : Hosszú az út hazáig
- 1960 : Két emelet boldogság
- 1960 : Az óriás
- 1960 : Az arc nélküli város
- 1960 : A Noszty fiú esete Tóth Marival
- 1961 : Le Fauve (Dúvad) de Zoltán Fábri : Bíró
- 1961 : Fiatalokért
- 1961 : Puskák és galambok
- 1961 : Két félidő a pokolban
- 1961 : Fogadás
- 1961 : Életmentő véradók
- 1962 : Áprilisi riadó : le député Blaskó
- 1962 : Húsz évre egymástól : le collègue de Bálint
- 1962 : Fagyosszentek : Monsieur Miske
- 1962 : Az aranyember : Sándorovics Cirill
- 1963 : Cantate (Oldás és kötés) de Miklós Jancsó : le père d'Ambrus
- 1963 : Asszony a telepen : Szurdoki
- 1963 : Germinal d'Yves Allégret
- 1965 : Mon chemin (Így jöttem) de Miklós Jancsó : soldat hongrois qui flâne
- 1965 : Vingt heures  (Húsz óra) de Zoltán Fábri : Président du conseil
- 1965 : Men and Banners (A köszívü ember fiai) : Lánghy, prêtre
- 1965 : Zöldár : secrétaire du Parti
- 1966 : Les Sans-Espoir (Szegénylegények) de Miklós Jancsó : Foglár
- 1966 : Az első esztendő : Hajnal
- 1966 : Kárpáthy Zoltán : Tarnavári
- 1966 : Egy magyar nábob : Tarnaváry
- 1968 : Fiúk a térről : grand-père de soldat
- 1986 : Keserű igazság : Barczen

## Récompenses et distinctions
- Prix Kossuth